# Vilius Baldišis
Vilius Baldišis (* 5. Januar 1961 in Skuodas) ist ein litauischer Politiker.

## Leben
1984 absolvierte er das Diplomstudium an der Vilniaus universitetas. Von 1984 bis 1985 arbeitete er als Oberökonom der litauischen Abteilung der Staatsbank Sowjetunions. Von 1985 bis 1990 lehrte er an der Vilniaus universitetas. Ab 1988 war er Mitglied der Arbeitsgruppe für Geld- und Bankwesen Litauens. Von 1990 bis 1992 war er Deputat im Seimas. Von 1990 bis 1993 leitete er die Zentralbank Lietuvos bankas als Vorstandsvorsitzender. Ab 2000 war er Generaldirektor im Unternehmen „Vilnelės vingis“.